# Symphonie no 8 de Henze
Pour les articles homonymes, voir Symphonie no 8.
La Symphonie no 8 est la huitième des dix symphonies du compositeur allemand Hans Werner Henze. Elle a été écrite en 1992–1993.
Utilisant Le Songe d'une nuit d'été de Shakespeare comme source d'inspiration, elle a un thème plus léger que le travail important qui la suit immédiatement, le requiem de 1992. Chaque mouvement est inspiré par une courte section de la pièce : le premier découle en partie du texte de Puck « Je vais mettre une ceinture autour de la terre / En quarante minutes ». Henze représente le voyage autour du monde de Puck par une variation des hauteurs : l'Orient est l'ut médian, le pôle Sud est représenté par la plus basse des notes de l'orchestre symphonique moderne, tandis que le pôle Nord est naturellement à l'extrémité opposée de la gamme. Le second mouvement dépeint la tentative de séduction de Bottom par Titania, tandis que le mouvement Adagio reprend les paroles de Puck à la fin de la pièce : « Si nous avons offensé les ombres ».
La symphonie a été créée le 1er octobre 1993 par l'Orchestre symphonique de Boston, qui a commandé l'œuvre (et qui en est le dédicataire) sous la direction de Seiji Ozawa.